# Mon idole
Mon idole è un film del 2002 diretto da Guillaume Canet.
Primo lungometraggio diretto da Guillaume Canet, attore francese che nell'occasione interpreta un giovane ambizioso che resterà molto deluso nell'approfondire la conoscenza di quello che riteneva il suo idolo, un produttore televisivo di successo interpretato da François Berléand.

## Trama
Nel programma televisivo trash di successo condotto da Philippe Letzger, il giovane Bastien è solamente il capo della claque. Il ragazzo ambisce a fare carriera nel mondo della televisione, avendo come modello Jean-Louis Broustal, il grande capo della sua rete.
Quando Letzger avanza l'idea per un nuovo format, Broustal intuisce che dietro ci possa essere proprio il giovane Bastien che così, irretito anche dall'affascinante Clara, pianta in asso la fidanzata Fabienne e va nella residenza di campagna, col suo idolo e la moglie per sviluppare il programma nei dettagli.
In realtà, Jean-Louis e Clara intendono passare un week-end di totale spasso e Bastien capisce presto, con profonda disillusione, di essere solo l'ultimo ragazzo che la coppia ha scelto per poter soddisfare i propri desideri. Fa per andarsene ma poi capisce che comunque, servire Broustal e sua moglie sarà un prezzo da pagare per fare carriera. Così accetta le condizioni del suo capo, arrivando anche al sacrificio di lasciare definitivamente la fidanzata via telefono.
L'umore di Bastien non è l'ideale per cui i coniugi, dopo le grandi aspettative iniziali, sono molto delusi, al punto che Jean-Louis plaude l'arrivo a sorpresa del malvisto Letzger, che rifornisce tutti di cocaina dando l'attesa "botta di vita". La serata sembra finalmente riuscita quando a seguito di un avance, Clara reagisce violentemente a Letzger colpendolo in viso e facendolo cadere con la nuca sullo spigolo di un tavolino, che risulta letale.
Dopo lo choc iniziale mentre Bastien insiste nel chiamare la polizia, Jean-Louis decide di seppellire il malcapitato nel bosco, e non teme le minacce del ragazzo che anzi viene costretto a scavare una fossa. Gettato nella buca, Letzger chiede aiuto... incredibilmente è ancora vivo! Con lo sgomento, anche di Clara, Jean-Louis si scaglia sull'amico finendolo a badilate. Poi in maniera rocambolesca Bastien riesce a fuggire.
Il lunedì entrambi si presentano al lavoro e quando Bastien, in possesso del video dell'incidente accaduto a Letzger, minaccia il suo capo per ottenere vantaggi personali, questi con orgoglio gli spiega che non si è mai fatto dire da nessuno cosa dovesse fare e anche stavolta vuole essere lui a decidere. Così, col sorriso sulle labbra, si getta dal terrazzo dell'ultimo piano.